# NGC 2111
NGC 2111 (również ESO 57-SC35) – gromada otwarta, znajdująca się w gwiazdozbiorze Góry Stołowej. Należy do Wielkiego Obłoku Magellana. Odkrył ją John Herschel 9 lutego 1836 roku.